# Lakeba
Lakeba [laˈkemba], auch Lakemba, ist die zweitgrößte und bevölkerungsreichste Insel des zum Inselstaat Fidschi gehörenden Lau-Archipels im Pazifischen Ozean. 

## Geographie
Lakeba liegt in der Korosee im Zentrum des Lau-Archipels. Benachbarte Inseln sind Aiwa, 12 km südöstlich, und Nayau, rund 30 km nördlich gelegen. Die ovale Insel ist in Ost-West-Richtung fast 11 km lang, bis zu 7,5 km breit und weist eine Fläche von knapp 59 km² auf, was sie zur zehntgrößten Insel Fidschis macht. Sie ist bis auf zwei Passagen im Süden und im Osten (Steamer Passage) vollständig von einem Korallenriff umsäumt, welches sich im Osten bis zu 10 km von der Insel entfernt und eine entsprechend breite Lagune ermöglicht. Lakeba ist vulkanischen Ursprungs, hügelig und erreicht in einer Doppelspitze Höhen von 210 und 219 m über dem Meer.
Der Hauptort Tubou liegt an der Südwestküste. Historischer Hauptort war Nasaqalau im Norden.

## Verwaltung
Die Insel ist das administrative Zentrum der Lau-Provinz in der Eastern Division Fidschis und hat rund 2100 Einwohner. Sie bildet einen der 13 traditionellen Distrikte (tikina) dieser Provinz und gliedert sich in die acht Dörfer (koro, aufgeführt von Nordwest nach Süd im Uhrzeigersinn) Nasaqalau, Vakano, Yadrana, Nukunuku, Waitabu, Waciwaci (Wathiwathi), Levuka und Tubou, Hauptort der Insel wie auch der Provinz. Alle Orte der Insel sind über eine Ringstraße miteinander verbunden; der einzige Hafen ist Tubou, welcher über die südliche Passage im Saumriff erreichbar ist. Im Westen der Insel befindet sich der Flugplatz Lakeba (IATA-Flughafencode: LKB, ICAO-Code: NFNK) mit nicht-asphaltierter Landebahn.